# Linaria vettonica
Linaria vettonica — вид рослин родини подорожникові (Plantaginaceae).

## Етимологія
Вид названо на честь веттонів — народу, що жив на Піренейському півострові у доримський період.

## Поширення
Ендемік Іспанії. Населяє південні пагорби західної та центральної частини масиву Сьєрра-де-Гредос. Знайдено п'ять популяцій на кремнієвих піщаних ґрунтах лісових просік і схилів із зростанням дуба Quercus pyrenaica.

## Опис
L. vettonica відрізняється від схожого Linaria caesia щільним опушенням суцвіття, темно-фіолетовим віночком та бурим насінням з горбчастим диском, а від Linaria aeruginea — прямими генеративними стеблами та темно-фіолетовим кольором віночка.